# Preta Gil
Pour les articles homonymes, voir Gil.
Preta Gil (née le 8 août 1974 à Rio de Janeiro et morte à New York le 20 juillet 2025) est une chanteuse, actrice, présentatrice et femme d'affaires brésilienne, fondatrice et associée gérante de Music2Mynd.

## Biographie
Preta Gil est la fille du musicien Gilberto Gil et de la femme d'affaires Sandra Gadelha, la demi-sœur du musicien Bem Gil, de la présentatrice Bela Gil et de la chanteuse Nara Gil, et la nièce du chanteur Caetano Veloso.

### Jeunesse
Preta Gil naît à Rio de Janeiro le 8 août 1974. Son deuxième prénom est Maria, selon la chanteuse elle-même, en raison d'une condition imposée par le notaire pour l'enregistrer sous le nom de Preta : « Je suis née le 8 août 1974 à Rio de Janeiro et ai vécu dans cette ville. C'était génial, cette histoire que tout le monde raconte dans la famille, parce que mon père est allé au bureau d'état civil pour m'enregistrer avec ma grand-mère maternelle, Grandma Wangry. Quand il est arrivé, le notaire lui a dit : “ Vous ne pouvez pas enregistrer le nom de Preta pour votre fille ”. C'est incroyable ! Tout le monde connaît mon père, vous savez qu'il aime parler et il a commencé à négocier “. Mais pourquoi ? Il y a des prénoms comme Bianca, Branca, Clara, et Rosa alors pourquoi pas Preta ? ” Et le notaire a répondu : “ D'accord, vous pouvez enregistrer Preta, mais à condition d'y ajouter un nom catholique ”. Et c'est comme ça que j'ai reçu le nom de Preta Maria, au nom du notaire et de la Divine Mère ».

### Débuts (2003–2013)

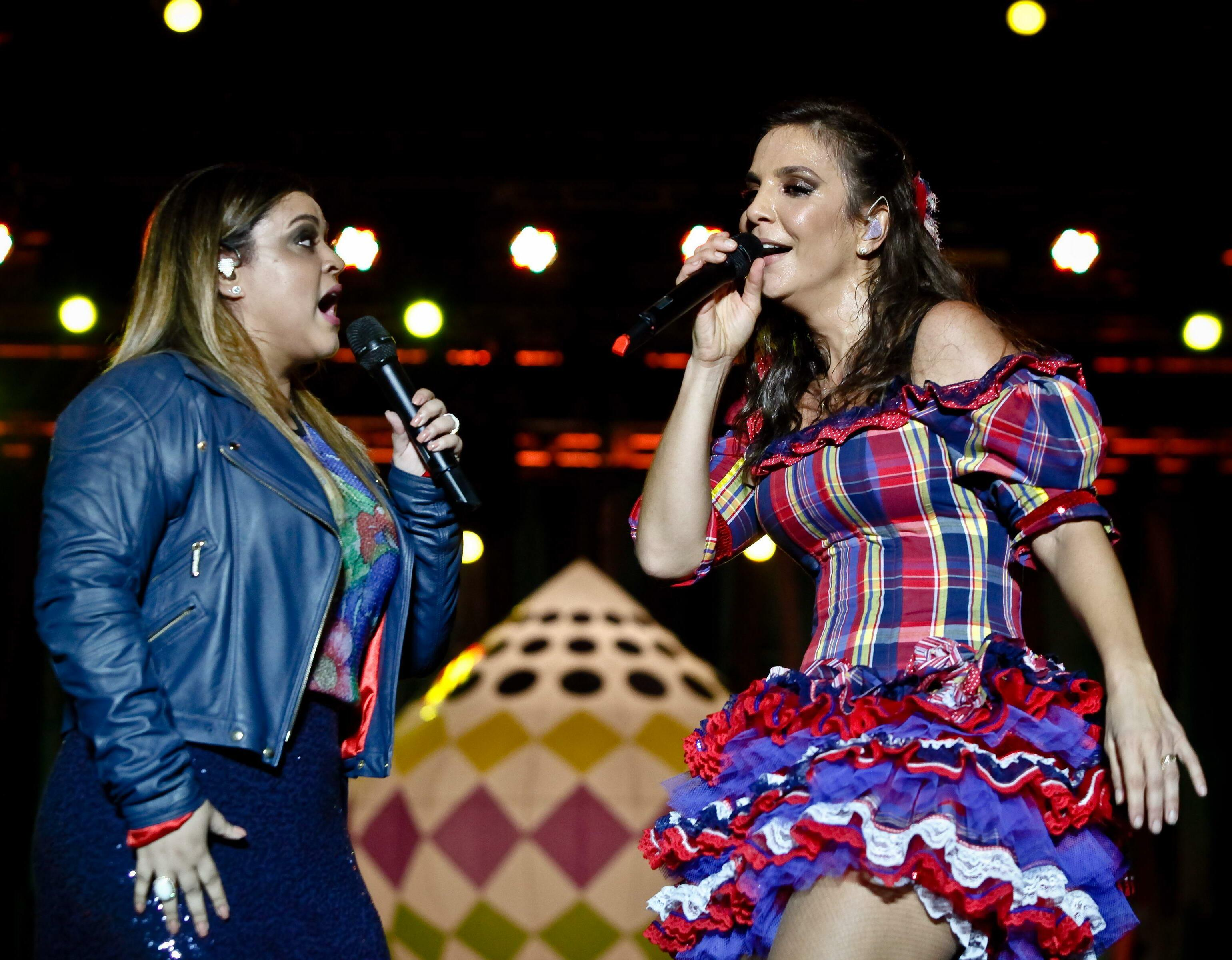
Preta Gil (à gauche)
et Ivete Sangalo en 2012.

Le premier album studio de Preta Gil, intitulé Prêt-à Porter, sort en 2003. Elle prend des photos de nu pour la pochette du CD et le livret. L'idée est que la chanteuse, en particulier, se sente renaître avec son premier album. Lors d'une interview télévisée sur Globosat News Television (GNT), dans l'émission Irritando Fernanda Young, Preta Gil déclare, sur un ton amusé et détendu, que si elle avait été mince, il n'y aurait certainement pas eu de réaction. Le deuxième album studio de Preta Gil, intitulé Preta, sort en septembre 2005. Le CD ne contient que deux chansons : Muito Perigoso et Você e Mene, You and Me.
En 2008, Preta Gil lance sa nouvelle tournée, appelée Noite Preta, où elle enregistre le 20 octobre 2009 son premier concert sur DVD/Blu-ray, dont la sortie est prévue pour le 17 juillet 2010. « Je pensais sortir un DVD bonus avec seulement l'interdit. Dans la vie de tous les jours, je suis très différente du personnage de Preta Gil, celui que les gens connaissent sur scène. C'est devant une salle comble et un public d'environ 3 000 personnes que Preta Gil célèbre l'anniversaire de son concert et la pré-édition de son DVD/Blu-ray, qui sortira en août : « Cela fait huit ans de carrière, dont trois à travailler sur ce spectacle. Aujourd'hui, je suis une artiste mature et je suis suffisamment consciente de mon segment. J'ai une équipe merveilleuse et je vis une expérience très agréable à chaque instant », déclare Preta à EGO lors d'une conversation dans sa loge.
Après le succès du DVD Noite Preta, en amont du talk-show Vai e Vem sur la chaîne GNT, Preta sort son troisième album studio le 24 juillet 2012, intitulé Sou como Sou, sur le label DGE Entertainment Ltda. Le premier single, homonyme, est publié juste un jour avant la sortie officielle de l'album.

### Bloco da Preta etAll Colours(depuis 2014)

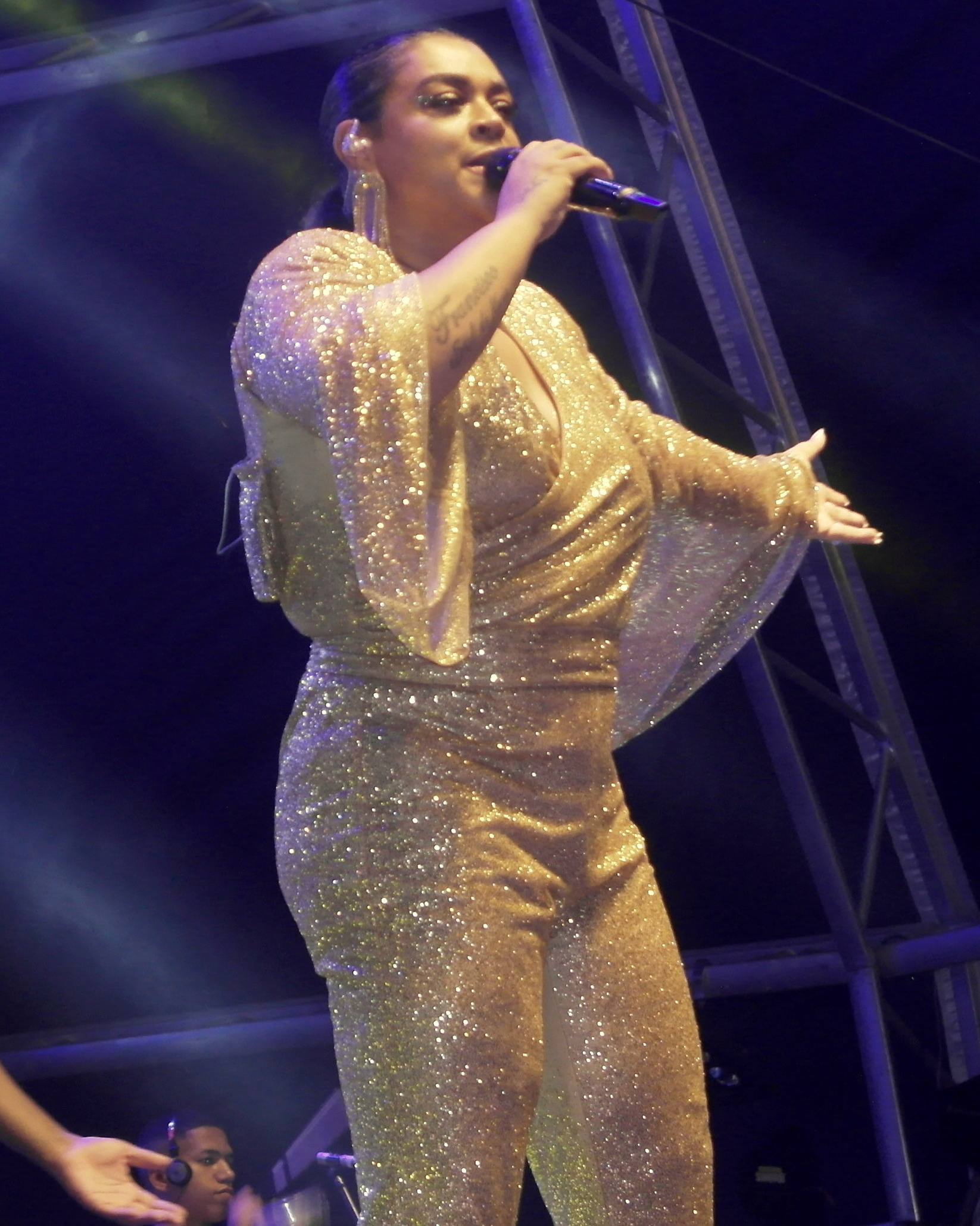
Preta Gil
à Angra dos Reis en 2023.

Preta Gil fête ses 10 ans de carrière avec l'enregistrement du DVD/Blu-ray Bloco da Preta. La célébration, qui dure trois heures, a lieu dans la nuit du 23 octobre 2013, à Cintou, avec Lulu Santos, Ivete Sangalo, Anitta, Israel Novaes et Thiaguinho. Certaines chansons doivent être répétées en raison de la voix rauque de la chanteuse et d'erreurs dans certaines paroles. Mestre Pablo dirigeant les tambours Black Power, avec 10 batteurs, et les danseurs sur scène donnent au concert un éclat particulier.
Au Carnaval de 2014, le chanteur sud-coréen Psy chante aux côtés de Preta Gil, ainsi qu'aux côtés de Claudia Leitte. Pour le Carnaval 2014, l'emploi du temps de Preta Gil est plus chargé que jamais. Au total, la chanteuse se produit lors de 19 concerts sur 15 jours.

### Mort
En janvier 2023, Petra Gil déclare qu'on lui a diagnostiqué un cancer de l'intestin. Après des mois de traitement, elle subit une intervention chirurgicale pour retirer la tumeur, ce qui lui laisse une iléostomie,,.
Elle meurt dans un hôpital spécialisé à New York le 20 juillet 2025 deux semaines avant ses 51 ans,,.

## Discographie

### Albums studio
- 2003 : Prêt-à Porter
- 2005 : Preta
- 2012 : Sou como Sou
- 2017 : Todas as Cores